# Kapelle
Kapelle es una localidad y un municipio de la provincia de Zelanda (Países Bajos), situado en la antigua isla de Zuid-Beveland, ahora convertida en parte de una península.

## Localidades
- Biezelinge
- Kapelle
- Schore
- Wemeldinge

## Transporte
Por Kapelle pasa el ferrocarril Flesinga-Roosendaal, que tiene una estación en Biezelinge.
- Datos: Q1024703
- Multimedia: Kapelle, Zeeland / Q1024703